# Abel Balderstone
Abel Balderstone Roumens (Ullastrell, Catalunha, 7 de julho de 2000) é um ciclista espanhol, membro da equipa Caja Rural-Seguros RGA.

## Biografia
Em 2022 incorporou-se ao filial da equipa Caja Rural-Seguros RGA. Bom escalador, destacou entre os amadoras espanhóis com nove vitórias e um terceiro posto no campeonato da Espanha sub-23. Também foi convocado para a seleção nacional pela primeira vez.
Seus bons resultados permitem-lhe converter-se em profissional a partir de 2023 dentro da formação Caja Rural-Seguros RGA. Em sua primeira temporada como profissional estreou sua palmarés com a vitória em na 3.ª etapa do Grande Prêmio de Fronteiras e a Serra da Estrela em Portugal.

## Palmarés
- 2023
  - 1 etapa do Grande Prêmio de Fronteiras e a Serra da Estrela

## Resultados em Grandes Voltas
| Corrida | Corrida         | 2023 |
| ------- | --------------- | ---- |
|         | Giro d'Italia   | —    |
|         | Tour de France  | —    |
|         | Volta a Espanha |      |

—: não participa

Ab.: abandono

## Equipas
- Caja Rural-Seguros RGA (2023-)